# 科尔内尔·帕科斯特
科尔内尔·帕科斯特（羅馬尼亞語：Cornel Pacoste；1930年6月15日—1999年7月12日），罗马尼亚共产党中央政治执行委员会候补委员、中央书记处书记，罗马尼亚副总理，被认为是罗共领导层中学识最渊博的知识分子之一。

## 生平
1930年，出生于罗马尼亚王国戈尔日县丘佩尔切尼乡佩斯塔安纳-武尔坎村。
1941年，在特尔古日乌的“图多尔·弗拉迪米列斯库”文理中学学习。
1949年，在布加勒斯特土木工程学院水利工程学系学习。
1953年，任罗马尼亚劳动青年联盟布加勒斯特土木工程学院委员会书记、布加勒斯特土木工程学院建筑系结构力学专业助理教授、讲师、实验室主任。
1954年，任布加勒斯特土木工程学院工会理事会主席和罗马尼亚劳动青年联盟布加勒斯特市委员会委员。
1955年，入党。
1956年，任罗马尼亚劳动青年联盟布加勒斯特市“弗·伊·列宁”区委员会书记，罗马尼亚劳动青年联盟中央委员会候补委员。
1959年，赴苏联，在莫斯科进修结构分析，在列宁格勒进修结构动力学。
1961年，任布加勒斯特土木工程学院建筑系工程统计学讲师、布加勒斯特土木工程学院党委书记。
1962年，任布加勒斯特大学中心党委委员、布加勒斯特土木工程学院民用建筑系副主任。
1963年，在比利时列日进修塑性理论和塑料结构计算。
1964年，回国，任布加勒斯特大学中心党委书记处书记，
1971年，任布加勒斯特大学中心党委第一书记。
1973年，任罗马尼亚外交部党委书记、外交部副部长。
1974年，罗共十一大，为罗共中央委员。
1976年，任罗共中央党政干部委员会委员。
1979年，罗共十二大，落选。
1980年，任罗马尼亚人民委员会事务委员会委员、罗共阿拉德县委员会书记和阿拉德县人民委员会执行委员会第一副主席。
1982年，任罗共蒂米什县委员会第一书记兼蒂米什县人民委员会执行委员会主席。
1983年，在罗共中央全会上被增选为罗共中央政治执行委员会候补委员。
1984年，罗共十三大，为罗共中央政治执委会候补执委。
1985年，任罗共中央书记处书记，分管农业。
1986年，任罗马尼亚社会主义共和国政府副总理。9月，当选为全国劳动人民委员会副主席，12月，兼任全国农业、食品工业、林业和水利管理委员会主席。
1987年，任罗马尼亚政府经济技术合作委员会主席兼常驻经济互助委员会代表。
1988年，任罗共中央政党和国家间国际关系和国际经济合作问题委员会委员。
1989年，罗共十四大，仍为罗共中央政治执委会候补执委。12月，罗马尼亚革命，被逮捕。
1991年，以“特别严重杀人同谋罪”被判处20年徒刑。
1997年，获减刑，为10年监禁。
1999年，去世。

## 轶闻
科尔内尔·帕科斯特和斯特凡·安德烈一起受尼古拉·齐奥塞斯库总统的委托，负责关照其子尼库·齐奥塞斯库的教育并辅助其处理政治事务。